# Steve Walford
Stephen James Walford (Highgate, 5 gennaio 1958) è un allenatore di calcio ed ex calciatore inglese, di ruolo difensore, assistente tecnico della Nazionale irlandese e del Bolton.

## Palmarès

### Giocatore
- Coppa d'Inghilterra: 1

Arsenal: 1978-1979